# Åmåls kommun
Åmåls kommun är en kommun i Västra Götalands län, i före detta Älvsborgs län. Centralort är Åmål.
Kommunen är belägen vid Vänerns västra strand i den nordöstra delen av landskapet Dalsland. Sedan 1800-talet domineras näringslivet av verkstadsindustrin, och senare har den kompletterats av en växande turistnäring.
Befolkningsutvecklingen har, med undantag för ett fåtal år, varit negativ sedan 1960-talet. Under 2010-talet tog de rödgröna makten efter samtliga val, men sedan 2022 styrs kommunen av en borgerlig koalition.

## Administrativ historik
Kommunens område motsvarar socknarna: Edsleskog, Fröskog, Mo, Tydje, Tösse, Åmål och Ånimskog. I dessa socknar bildades vid kommunreformen 1862 landskommuner med motsvarande namn. I området fanns även Åmåls stad som 1863 bildade en stadskommun.
Vid kommunreformen 1952 bildades storkommunen Tössbo av de tidigare kommunerna Edsleskog, Fröskog, Mo, Tydje, Tösse och Ånimskog samt Åmåls landskommun medan Åmåls stad kvarstod oförändrad.
Åmåls kommun bildades vid kommunreformen 1971 av Åmåls stad och Tössbo landskommun.
Kommunen ingick från bildandet till 1999 i Åmåls domsaga, före 1971 benämnd Tössbo och Vedbo tingsrätts domsaga och kommunen ingår sedan 1999 i Vänersborgs domkrets.

## Geografi
I norr och nordöst till Säffle kommun i Värmlands län. I sydöst har kommunen en maritim gräns till Lidköpings kommun i före detta Skaraborgs län. I söder gränsar kommunen till Melleruds kommun och i väster till Bengtsfors kommun, båda i före detta Älvsborgs län.

### Topografi och hydrografi
Åmål kommun är belägen vid Vänerns västra strand. Sprickdalssjöarna Ånimmen, Ärr och Edslan är belägna i kommunens västra område. Dalslands högsta punkt, Baljåsen, når 302 meter över havet och är belägen i Edsleskog. Åmåls skärgård i Vänern består av öar, kobbar och skär. Björkskog och gles hällmarkstallskog täcker de större öarna.
Nedan presenteras andelen av den totala ytan 2020 i kommunen jämfört med riket.
|  | Bebyggelse (4,9 %) |

|  | Skog (75,0 %) |

|  | Öppen myrmark (1,4 %) |

|  | Jordbruksmark (10,9 %) |

|  | Övrig mark (7,9 %) |

|  | Bebyggelse (3,1 %) |

|  | Skog (68,0 %) |

|  | Öppen myrmark (7,2 %) |

|  | Jordbruksmark (7,4 %) |

|  | Övrig mark (14,3 %) |

### Naturskydd
I kommunen finns 11 naturreservat. I Brurmossen finns sumpskogar, tallbevuxna bergimpediment och öppna myr- och mossmarker medan Bräcke Ängar beskrivs som ett "minnesmärke över det äldre kulturlandskapet". Mellan sjöarna Djup och Ånimmen ligger Sörknattens naturreservat. I området, som även är klassat som Natura 2000-område, finns kärlväxter som skogsknipprot, sumpnycklar, skogsfru och spindelblomster. I urskogen finns träd som är mellan 120 och 320 år gamla. Bland fågelarter hittas till exempel tjäder, järpe, nattskärra, storlom, smålom samt tretåig hackspett.

### Administrativ indelning

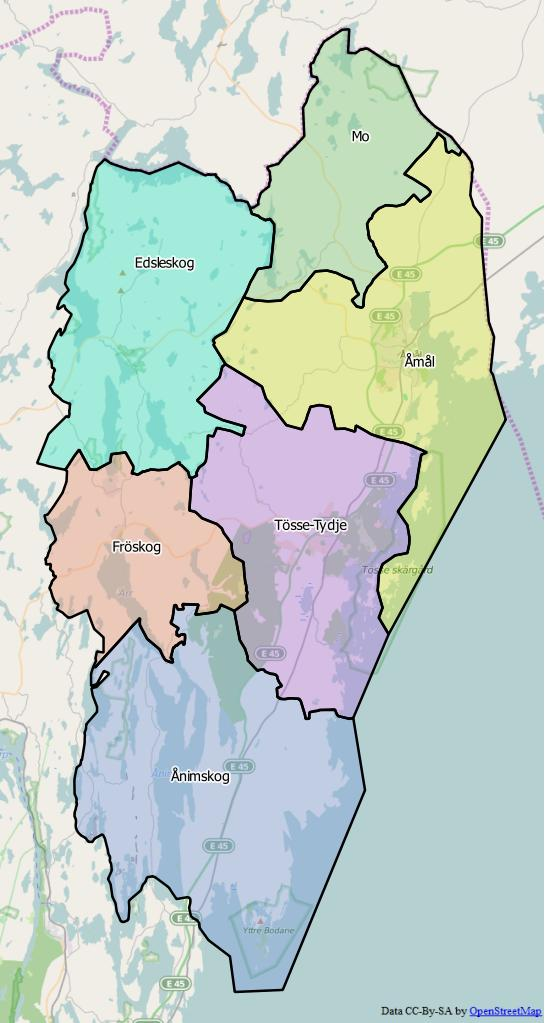
Distrikt inom Åmåls kommun

Fram till 2016 var kommunen för befolkningsrapportering indelad i ett enda område, Åmåls församling.
Från 2016 indelas kommunen istället i sex distrikt – Edsleskog, Fröskog, Mo, Tösse-Tydje, Åmål och Ånimskog.

### Tätorter
Vid Statistiska centralbyråns tätortsavgränsning den 31 december 2015 fanns det tre tätorter i Åmåls kommun. 
| Nr | Tätort      | Folkmängd |
| -- | ----------- | --------- |
| 1  | Åmål        | 9 373     |
| 2  | Tösse       | 343       |
| 3  | Fengersfors | 323       |

Centralorten är i fet stil.

## Styre och politik

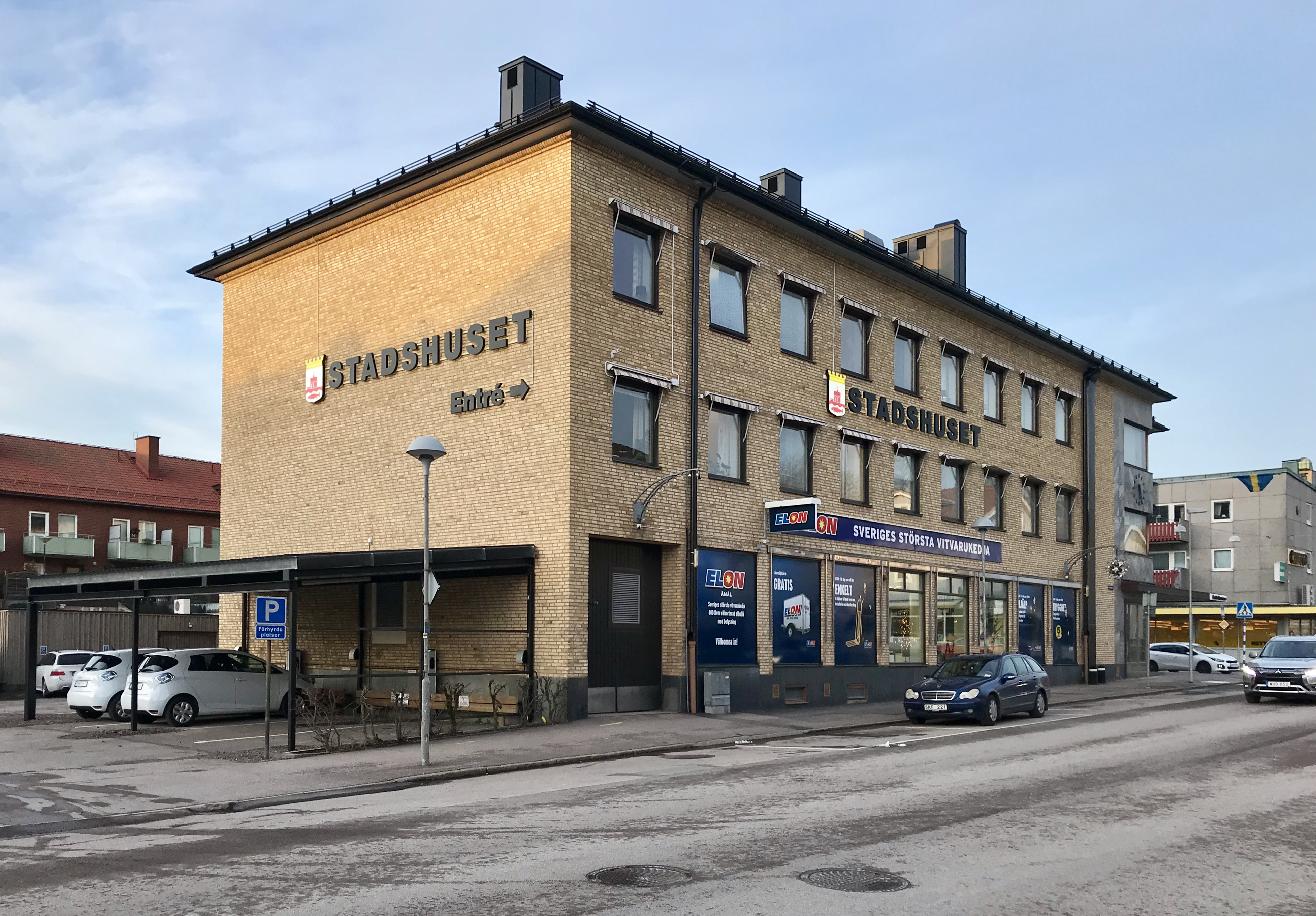
Åmåls stadshus.

### Styre
Efter valet 2010 tog de rödgröna partierna, det vill säga Socialdemokraterna, Miljöpartiet och Vänsterpartiet, makten i kommunen. Denna koalition fortsatte styra efter valen 2014 och 2018. Ett maktskifte ägde rum 2022, då de fyra borgerliga partierna tog över styret av kommunen.

### Kommunfullmäktige

#### Presidium
| Presidium 2022–2026    | Presidium 2022–2026 | Presidium 2022–2026   |
| ---------------------- | ------------------- | --------------------- |
| Ordförande             | C                   | Leif Aronsson         |
| Förste vice ordförande | M                   | Sandra Castro Nilsson |
| Andre vice ordförande  | S                   | Ewa Arvidsson         |

#### Mandatfördelning 1970–2022
| 19 | 10 | 6 |  | 5 |

| 36 |

| 19 | 13 | 4 |  | 4 |

| 35 | 6 |

| 18 | 3 | 12 | 3 |  | 4 |

| 34 | 7 |

| 17 | 4 | 11 | 3 |  | 5 |

| 33 | 8 |

| 20 | 3 | 8 | 2 |  | 7 |

| 30 | 11 |

| 18 |  |  | 10 | 4 |  | 6 |

| 31 | 10 |

| 17 | 2 | 13 | 3 |  | 5 |

| 29 | 12 |

| 17 |  | 2 | 10 | 3 | 2 | 6 |

| 27 | 14 |

| 21 |  |  | 9 | 2 |  | 6 |

| 24 | 17 |

| 13 |  |  | 9 |  | 2 | 4 |

| 17 | 14 |

|  | 10 |  | 14 |  | 2 | 2 |

| 16 | 15 |

|  | 10 |  | 14 |  |  | 3 |

| 16 | 15 |

|  | 15 | 2 |  | 7 | 2 | 2 | 5 |

| 19 | 16 |

| 2 | 15 | 2 | 2 | 6 | 3 |  | 4 |

| 23 | 12 |

| 2 | 15 |  | 5 |  | 4 |  | 2 | 4 |

| 21 | 14 |

| 2 | 9 | 2 | 7 | 4 |  | 2 | 8 |

| 18 | 17 |

### Nämnder

#### Kommunstyrelse
| Presidium 2022–2026    | Presidium 2022–2026 | Presidium 2022–2026 |
| ---------------------- | ------------------- | ------------------- |
| Ordförande             | M                   | Michael Karlsson    |
| Förste vice ordförande | C                   | Lars-Olof Ottosson  |
| Andre vice ordförande  | MP                  | Mikael Nilsson      |

#### Övriga nämnder
| Nämnder 2022–2026                   | Ordförande | Ordförande         | Vice ordförande | Vice ordförande       | Andre vice ordförande | Andre vice ordförande |
| ----------------------------------- | ---------- | ------------------ | --------------- | --------------------- | --------------------- | --------------------- |
| Bygg- och miljönämnden              | M          | Gunnar Jansson     | C               | Anders Bäckström      | S                     | Olof Eriksson         |
| Kultur- och utbildningsnämnden      | C          | Mikaëla de Verdier | L               | Klas Häggström        | S                     | Jerry Saxin           |
| Välfärds- och arbetsmarknadsnämnden | M          | Jan Sedenka        | M               | Camilla Ackerblad     | S                     | Ewa Arvidsson         |
| Valnämnden                          | KD         | Lillemor Hårdstedt | M               | Sandra Castro Nilsson | S                     | Joakim Örtegren       |

### Vänorter
Åmål har fyra vänorter:
- Türi, Estland
- Gadebusch, Tyskland
- De Pere, Wisconsin, USA
- Kubrat, Bulgarien

## Ekonomi och infrastruktur

### Näringsliv
Sedan 1800-talet har näringslivet dominerats av verkstadsindustrin, även om dominansen minskat under 2000-talet. Bland viktiga verkstadsindustrin märks SJ:s reparationsverkstad EuroMaint, Spicer Nordiska Kardan, elektromagnetsföretaget SEM AB och Elasto Sweden AB. Centralorten och ortens hamn i Vänern likväl som Nya Dalsland Skicenter är delar av den växande turistnäringen.

### Infrastruktur

#### Transporter
Kommunen genomkorsas i nord-sydlig riktning av E45 och i öst-västlig riktning av länsväg 164. Nord-sydlig riktning har även järnvägen Norge/Vänerbanan som trafikeras av SJ:s och Tågabs fjärrtåg med stopp i Åmål.

## Befolkning

### Demografi

#### Befolkningsutveckling
Kommunen har 11 835 invånare (31 mars 2025), vilket placerar den på 191:a plats avseende folkmängd bland Sveriges kommuner. 
| Befolkningsutvecklingen i Åmåls kommun 1810–2020      | Befolkningsutvecklingen i Åmåls kommun 1810–2020 | Befolkningsutvecklingen i Åmåls kommun 1810–2020 | Befolkningsutvecklingen i Åmåls kommun 1810–2020 | Befolkningsutvecklingen i Åmåls kommun 1810–2020 |
| ----------------------------------------------------- | ------------------------------------------------ | ------------------------------------------------ | ------------------------------------------------ | ------------------------------------------------ |
|                                                       |                                                  |                                                  |                                                  |                                                  |
| År                                                    |                                                  |                                                  | Folkmängd                                        |                                                  |
| 1810                                                  | 1810                                             |                                                  | 6 365                                            |                                                  |
| 1850                                                  | 1850                                             |                                                  | 10 997                                           |                                                  |
| 1900                                                  | 1900                                             |                                                  | 11 691                                           |                                                  |
| 1910                                                  | 1910                                             |                                                  | 11 979                                           |                                                  |
| 1920                                                  | 1920                                             |                                                  | 13 189                                           |                                                  |
| 1930                                                  | 1930                                             |                                                  | 13 560                                           |                                                  |
| 1940                                                  | 1940                                             |                                                  | 13 231                                           |                                                  |
| 1950                                                  | 1950                                             |                                                  | 13 840                                           |                                                  |
| 1960                                                  | 1960                                             |                                                  | 14 038                                           |                                                  |
| 1970                                                  | 1970                                             |                                                  | 13 437                                           |                                                  |
| 1980                                                  | 1980                                             |                                                  | 13 564                                           |                                                  |
| 1990                                                  | 1990                                             |                                                  | 13 421                                           |                                                  |
| 2000                                                  | 2000                                             |                                                  | 12 840                                           |                                                  |
| 2010                                                  | 2010                                             |                                                  | 12 295                                           |                                                  |
| 2020                                                  | 2020                                             |                                                  | 12 441                                           |                                                  |
| Anm: All statistik baserar sig på dagens kommungräns. |                                                  |                                                  |                                                  |                                                  |

## Kultur

### Kulturarv
Öster om ån och norr om Kungsberget finns en stadsdel som lokalt kallas för Gamla Staden. I området finns en genuin gammal stadsmiljö då området undgick den stora branden som drabbade staden 1901. I området finns en 1600-tals kyrka och det som en gång var marknadsplats är idag en park. I kommunen finns också fornlämningen Helga Gråkullas borg samt  kulturlämningen Österby slott.

### Kommunvapen
Blasonering: I fält av silver en nedtill av en vågskura avgränsad, genomgående och med port försedd mur, från vilken en kyrka uppskjuter, i stammen åtföljd av en fisk, allt i rött.
I ett bevarat privilegiebrev från 1643 finns en bild som legat till grund för sigillet. Flera varianter har förekommit fram till det att vapnet fastställdes av Kungl. Maj:t 1938. Vapnet övertogs 1971 utan konkurrens av den nya kommunen och registrerades 1974 i PRV.